# Bádice
Bádice (em húngaro: Béd) é um município da Eslováquia, situado no distrito de Nitra, na região de Nitra. Tem 4,11 km² de área e sua população em 2018 foi estimada em 350 habitantes.

## Demografia
| Ano:        | 1994 | 2004 | 2014   | 2024    |
| ----------- | ---- | ---- | ------ | ------- |
| Broj ljudi: | 0    | 337  | 320    | 399     |
| Razlika:    |      | –    | -5,04% | +24,68% |

| Ano:               | 2023 | 2024 |
| ------------------ | ---- | ---- |
| Número de pessoas: | 399  | 399  |
| Diferença:         |      | +0%  |